# San Juan Teponaxtla, Putla Villa de Guerrero
San Juan Teponaxtla är en ort i Mexiko.   Den ligger i kommunen Putla Villa de Guerrero och delstaten Oaxaca, i den sydöstra delen av landet, 300 km sydost om huvudstaden Mexico City. San Juan Teponaxtla ligger 827 meter över havet och antalet invånare är 791.
Terrängen runt San Juan Teponaxtla är kuperad åt sydväst, men åt nordost är den bergig. Runt San Juan Teponaxtla är det ganska glesbefolkat, med 32 invånare per kvadratkilometer. Närmaste större samhälle är Putla Villa de Guerrero, 7,6 km väster om San Juan Teponaxtla. I omgivningarna runt San Juan Teponaxtla växer huvudsakligen savannskog.